# Henrietta (Texas)
Henrietta é uma cidade localizada no estado norte-americano do Texas, no Condado de Clay.

## Demografia
Segundo o censo norte-americano de 2000, a sua população era de 3264 habitantes.
Em 2006, foi estimada uma população de 3267, um aumento de 3 (0.1%).

## Geografia
De acordo com o United States Census Bureau tem uma área de
12,3 km², dos quais 12,2 km² cobertos por terra e 0,1 km² cobertos por água. Henrietta localiza-se a aproximadamente 278 m acima do nível do mar.

## Localidades na vizinhança
O diagrama seguinte representa as localidades num raio de 28 km ao redor de Henrietta.